# Qualificazioni al campionato europeo maschile di calcio 1988 - Gruppo 2

## Classifica
| Team       | PT | G | V | N | P | RF | RS | DR  |
| ---------- | -- | - | - | - | - | -- | -- | --- |
| Italia     | 13 | 8 | 6 | 1 | 1 | 16 | 4  | +12 |
| Svezia     | 10 | 8 | 4 | 2 | 2 | 12 | 5  | +7  |
| Portogallo | 8  | 8 | 2 | 4 | 2 | 6  | 8  | -2  |
| Svizzera   | 7  | 8 | 1 | 5 | 2 | 9  | 9  | 0   |
| Malta      | 2  | 8 | 0 | 2 | 6 | 4  | 21 | −17 |

## Risultati
| Arbitro: | Vojtech Christov |

|                  |           |  |
| Ekström 20’, 80’ | Marcatori |  |

| Arbitro: | Keith Hackett |

|            |           |               |
| Coelho 66’ | Marcatori | 52’ Strömberg |

| Arbitro: | Siegfried Kirschen |

|          |           |               |
| Bregy 6’ | Marcatori | 85’ Fernandes |

| Arbitro: | Aron Schmidhuber |

|                                       |           |                       |
| Donadoni 1’ Altobelli 52’, 85’ (rig.) | Marcatori | 31’ Brigger 88’ Weber |

| Arbitro: | Lajos Hartmann |

|  |           |                                                          |
|  | Marcatori | 38’ Hysén 67’ Magnusson 69’ Fredriksson 82’, 84’ Ekström |

| Arbitro: | Ihsan Türe |

|  |           |                         |
|  | Marcatori | 12’ Ferri 19’ Altobelli |

| Arbitro: | Stephanos Hadjistefanou |

|                                                   |           |  |
| Bagni 4’ Bergomi 9’ Altobelli 24’, 35’ Vialli 45’ | Marcatori |  |

| Arbitro: | Michel Vautrot |

|  |           |               |
|  | Marcatori | 40’ Altobelli |

| Arbitro: | John Kinsella |

|                  |           |                        |
| Plácido 11’, 77’ | Marcatori | 23’ Mizzi 68’ Busuttil |

| Arbitro: | Roger Philippi |

|                                    |           |              |
| Egli 5’ Bregy 16’, 38’ (rig.), 87’ | Marcatori | 68’ Busuttil |

| Arbitro: | Kaj Natri |

|             |           |  |
| Ekström 13’ | Marcatori |  |

| Arbitro: | Dieter Pauly |

|             |           |  |
| Larsson 25’ | Marcatori |  |

| Arbitro: | Gerard Geurds |

|            |           |             |
| Halter 57’ | Marcatori | 60’ Ekström |

| Arbitro: | Valeri Butenko |

|  |           |           |
|  | Marcatori | 34’ Gomes |

| Berna 17 ottobre 1987, ore 17:00 CET | Svizzera              | 0 – 0 referto | Italia | Stadio Wankdorf (29,397 spett.)\| Arbitro: \| Marcel van Langenhove \| |
| Arbitro:                             | Marcel van Langenhove |               |        |                                                                        |

| Porto 11 novembre 1987, ore 21:00 CET | Portogallo   | 0 – 0 referto | Svizzera | Stadio das Antas (3,632 spett.)\| Arbitro: \| Lajos Nemeth \| |
| Arbitro:                              | Lajos Nemeth |               |          |                                                               |

| Arbitro: | Adolf Prokop |

|                 |           |             |
| Vialli 27’, 47’ | Marcatori | 38’ Larsson |

| Arbitro: | Georgios Koukoulakis |

|              |           |            |
| Busuttil 89’ | Marcatori | 2’ Zwicker |

| Arbitro: | Jan Keizer |

|                                        |           |  |
| Vialli 8’ Giannini 87’ De Agostini 89’ | Marcatori |  |

| Arbitro: | Hubert Forstinger |

|  |           |          |
|  | Marcatori | 74’ Rosa |

## Classifica marcatori
6 reti
- Alessandro Altobelli (1 rig.)

- Johnny Ekström

4 reti
- Gianluca Vialli

- Georges Bregy (1 rig.)

3 reti
- Carmel Busuttil

2 reti
- Jorge Plácido

- Peter Larsson

1 rete
- Salvatore Bagni
- Giuseppe Bergomi
- Luigi De Agostini
- Roberto Donadoni
- Riccardo Ferri
- Giuseppe Giannini
- Dennis Mizzi

- José Coelho
- Manuel Fernandes
- Fernando Gomes
- Frederico Rosa
- Stig Fredriksson
- Glenn Hysén
- Mats Magnusson

- Glenn Strömberg
- Jean-Paul Brigger
- Andy Egli
- Andy Halter
- Martin Weber
- Hanspeter Zwicker